# Escola da Família
O programa Escola da Família é um programa social do governo do Estado de São Paulo que tem o objetivo de proporcionar diversas atividades dentro de 4 eixos norteadores: esportes, cultura, qualificação para o trabalho e saúde para as comunidades de dentro e de fora dos entornos escolares, aos finais de semana. Em 2019, foi anunciado um 5º eixo, o da aprendizagem. O programa foi iniciado no dia 23 de agosto de 2003 durante a gestão do antigo secretário de Estado da Educação, professor Gabriel Chalita.
Ao final do ano de 2006, as atividades aconteciam em cerca de 5300 escolas estaduais. Estas atividades, abertas ao público, contam com equipes permanentes em cada unidade escolar que administram o seu espaço assim como o desenvolvimento destas. Atualmente, estas equipes são formadas por um membro da equipe gestora da escola em questão (o professor articulador, designado especificamente para o programa, a partir de 2019); estudantes de graduação de universidades privadas do Estado de São Paulo vinculadas ao programa (os educadores universitários) e; em diversas unidades escolares, conta-se com a permanência de professores de educação física ou de artes plásticas que administram oficinas dentro das suas áreas de conhecimento (equipe de fortalecimento). Profissionais ligados à área da educação e que têm profundo conhecimento das suas comunidades também compõem as equipes de cada escola (monitores educacionais). Por fim, pessoas interessadas em ensinar e/ou desenvolver projetos sociais são parte das equipes educacionais como voluntários (educadores voluntários).
O programa conta com uma coordenação central localizada em São Paulo (capital) e com a administração local das 91 Diretorias de Ensino da Secretaria de Educação do Estado de São Paulo (SEESP).
O Escola da Família proporciona a formação de universitários em todo o Estado de São Paulo através de uma bolsa universitária. Os estudantes que trabalham aos finais de semana nas escolas frequentam gratuitamente a universidade (50% do valor da mensalidade é pago pela própria universidade e os outros 50% são pagos pelo Governo do Estado até um teto de R$ 500,00 (quinhentos reais). Somente fazem jus ao benefício pessoas que não possuam nível superior completo. Os estudantes devem permanecer na escola durante oito horas em um dos dias do fim de semana (sábado ou domingo).
Até o final de 2006, o Escola da Família contava com a participação de cerca de 12.000 profissionais da educação, 30.000 educadores universitários e cerca de 30.000 educadores voluntários.
O programa passou a funcionar em proporções menores a partir do ano de 2007. O número de escolas estaduais participantes foi reduzido, assim como o número de bolsas concedidas em parceria com as universidades.